# Флёте
Флёте (нем. Flöthe) — община в Германии, в земле Нижняя Саксония.
Входит в состав района Вольфенбюттель. Подчиняется управлению Одервальд. Население составляет 1177 человек (на 31 декабря 2010 года). Занимает площадь 18,84 км².
Коммуна подразделяется на 2 сельских округа.
| Год  | Население |
| ---- | --------- |
| 1990 | 994       |
| 1995 | 996       |
| 2000 | 1122      |
| 2005 | 1244      |
| 2010 | 1180      |